# Freedom (GIRL NEXT DOORの曲)
「Freedom」（フリーダム）は、日本の音楽ユニット・GIRL NEXT DOORの8作目のシングル。

## 概要
- 前作「Orion」から約7か月ぶりのシングル[1]。
- 表題曲は桐谷美玲主演のテレビドラマ『女帝 薫子』の主題歌に使用された[2]。テレビドラマのタイアップは前作に続き4度目となった。
- ジャケットが異なるCD+DVD規格とCD規格の2形態で発売され、CD+DVD規格のDVDには表題曲のミュージック・ビデオが収録された[1]。
- オリコンチャート初登場9位を獲得。8作連続でトップ10入りを果たした。

## 収録曲
| 全作曲: 鈴木大輔。 |                                     |                  |            |                           |                                                                |      |
| #                  | タイトル                            | 作詞             | 作曲・編曲 | 編曲                      | リミックス                                                     | 時間 |
| 1.                 | 「Freedom」                         | 千紗 & Kenn Kato | 鈴木大輔   | GIRL NEXT DOOR & 水上裕規 |                                                                | 4:44 |
| 2.                 | 「サヨナラ」                        | 千紗 & Kenn Kato | 鈴木大輔   | GIRL NEXT DOOR & 水上裕規 |                                                                | 4:45 |
| 3.                 | 「Seeds of dream (BLOOMING REMIX)」 | 千紗 & Kenn Kato | 鈴木大輔   |                           | マッテオ・リッツィ、モリス・カパルディ、シルヴィオ・モレッティ | 5:07 |
| 4.                 | 「Freedom (Instrumental)」          |                  | 鈴木大輔   | GIRL NEXT DOOR & 水上裕規 |                                                                | 4:41 |

### 解説
1. Freedom
楽曲、ミュージック・ビデオ共にミリタリーファッションをテーマにしており、振付はケント・モリが担当した[3]。
2. サヨナラ
3. Seeds of dream (BLOOMING REMIX)
4thシングルの表題曲のリミックスバージョン。
4. Freedom (Instrumental)
表題曲のインストゥルメンタルバージョン。

## 参加ミュージシャン
GIRL NEXT DOOR
- 千紗：Vocal
- 鈴木大輔：Keyboards
- 井上裕治：Guitar

## タイアップ
- テレビ朝日系列日曜ナイトドラマ『女帝 薫子』主題歌 (#1)

## 収録アルバム
- Destination (#1,3)
- SINGLE COLLECTION (#1)
- girl next door THE LAST (#1〜3)
- エヴリバディ・ダンス! (#1)
- キャンパス・サミット・2010 (#3)
- スーパーユーロビート VOL.210 (#3)